# Fórmula de Kutter
A fórmula de Kutter é uma expressão do denominado coeficiente de Chézy {\displaystyle C} utilizado na fórmula de Chézy para o cálculo da velocidade da água em canais:
A expressão mais comum da fórmula de Kutter é:
{\displaystyle \ C={\frac {100}{1+{\frac {m}{\sqrt {R(h)}}}}}}
onde:
- {\displaystyle C} = coeficiente de Chézy, que se aplica na fórmula de Chézy: {\displaystyle \ V(h)=C{\sqrt {R(h)*J}}}
- {\displaystyle R(h)} = raio hidráulico, em m, função do tirante hidráulico h
- {\displaystyle m} é um parâmetro que depende da rugosidade da parede
- {\displaystyle V(h)} = velocidade média da água em m/s, que é função do tirante hidráulico h
- {\displaystyle J} = a pendente da linha d'água em m/m